# Artesanato da Madeira
O artesanato do arquipélago da Madeira é muito diversificado e tem origem na povoação das ilhas.
Exemplos das atividades artesanais da região são os artigos elaborados em cana-vieira ou em madeira, empalhamento de objectos em vime, a cerâmica e olaria, as botas de vilão e os barretes de orelhas, os embutidos, as bonecas de massa, os carrinhos de cesto do Monte, as casinhas de Santana, os suportes para garrafas de licor, a poncha e o vinho Madeira, bonecas com trajes regionais, preparação e fiação de fibras têxteis, tapeçaria e trajes tradicionais, bonecas de palha de milho, os brinquinhos e outros jogos e instrumentos musicais tradicionais, o bordado Madeira e as lapinhas de Natal.

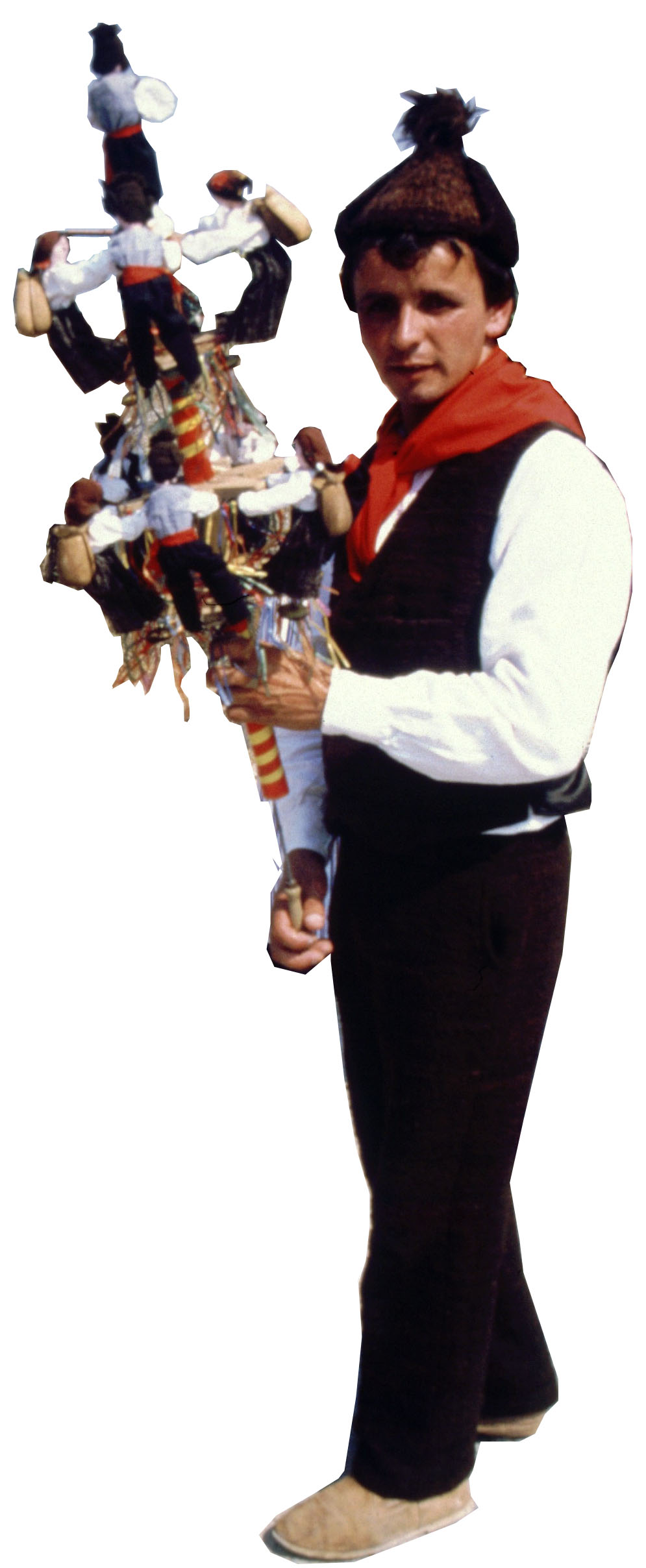
Brinquinho
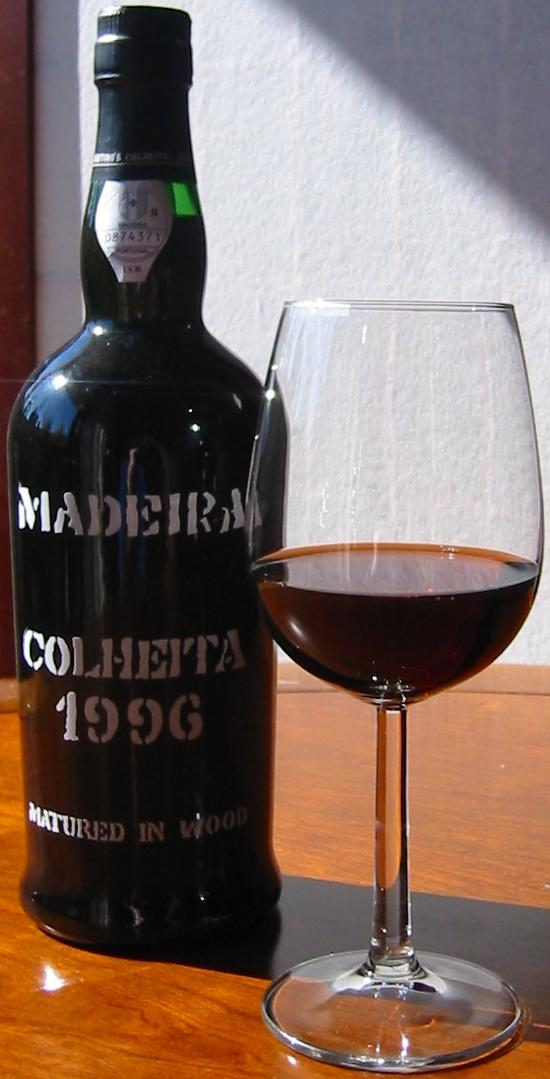
Vinho Madeira
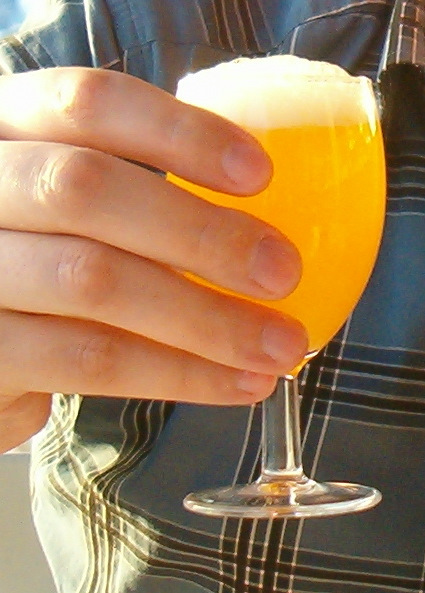
Poncha
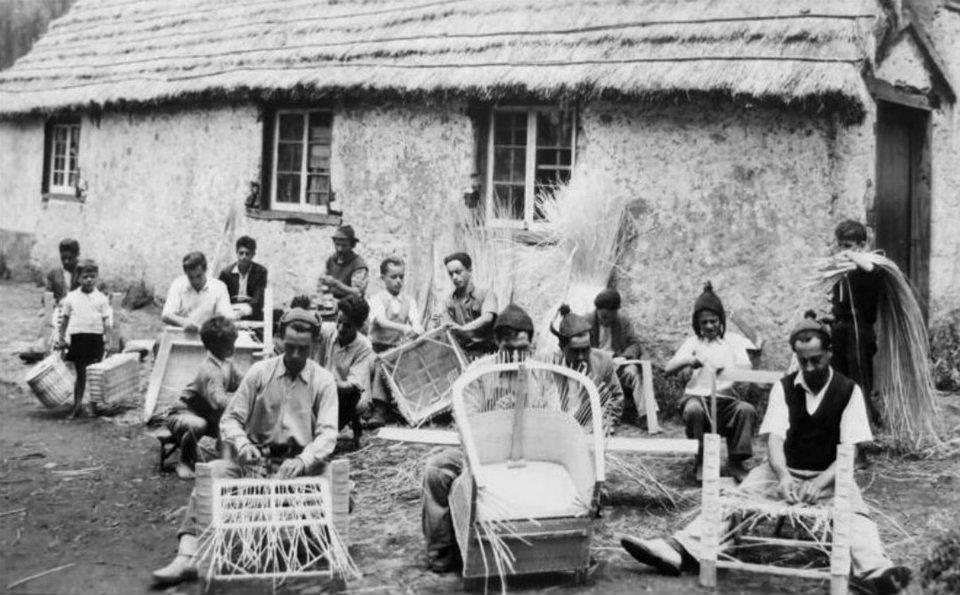
Oficinha de vimes na Camacha (c. 1930/1940)
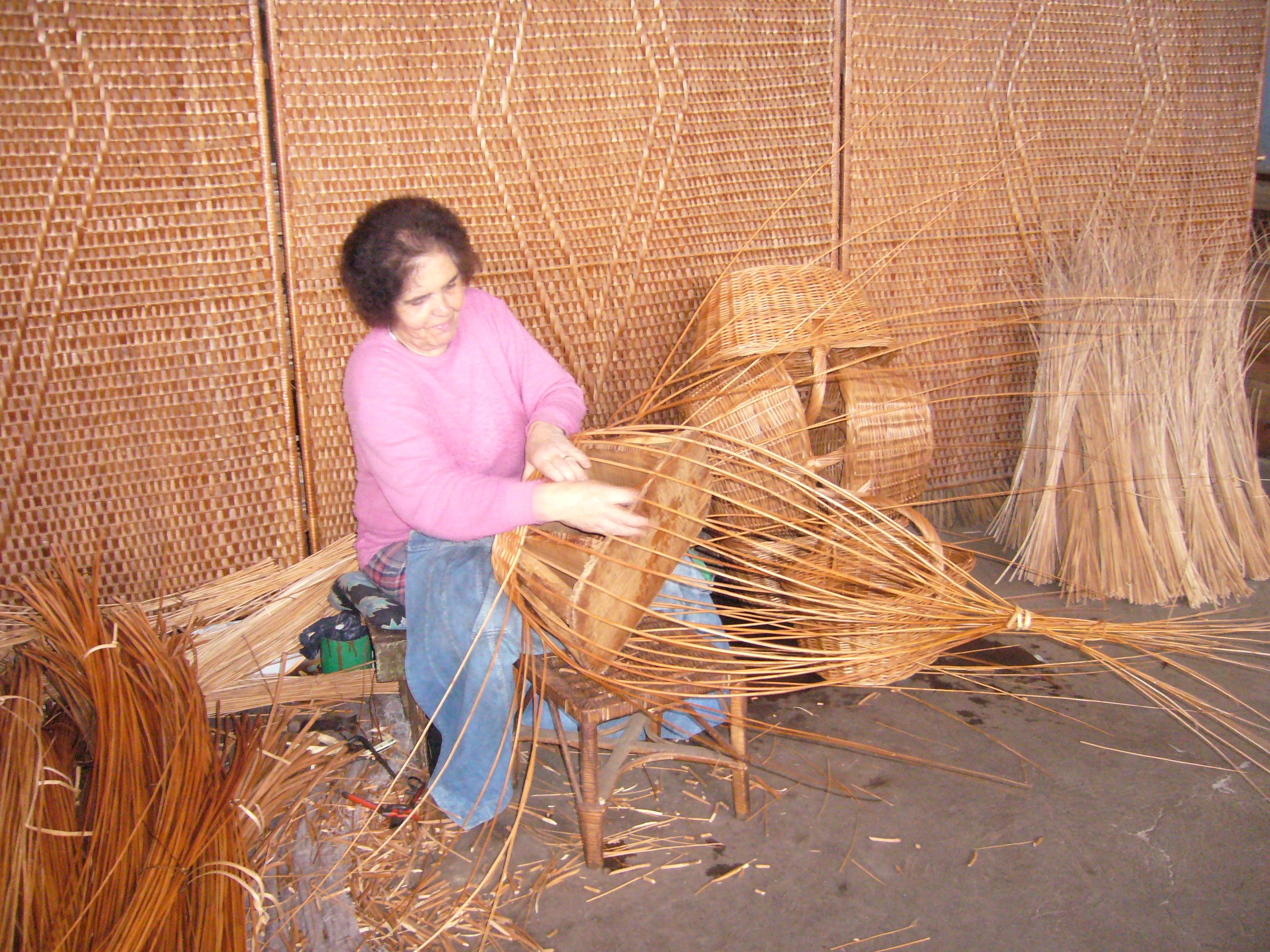
Feitura de cestos de vime na Camacha
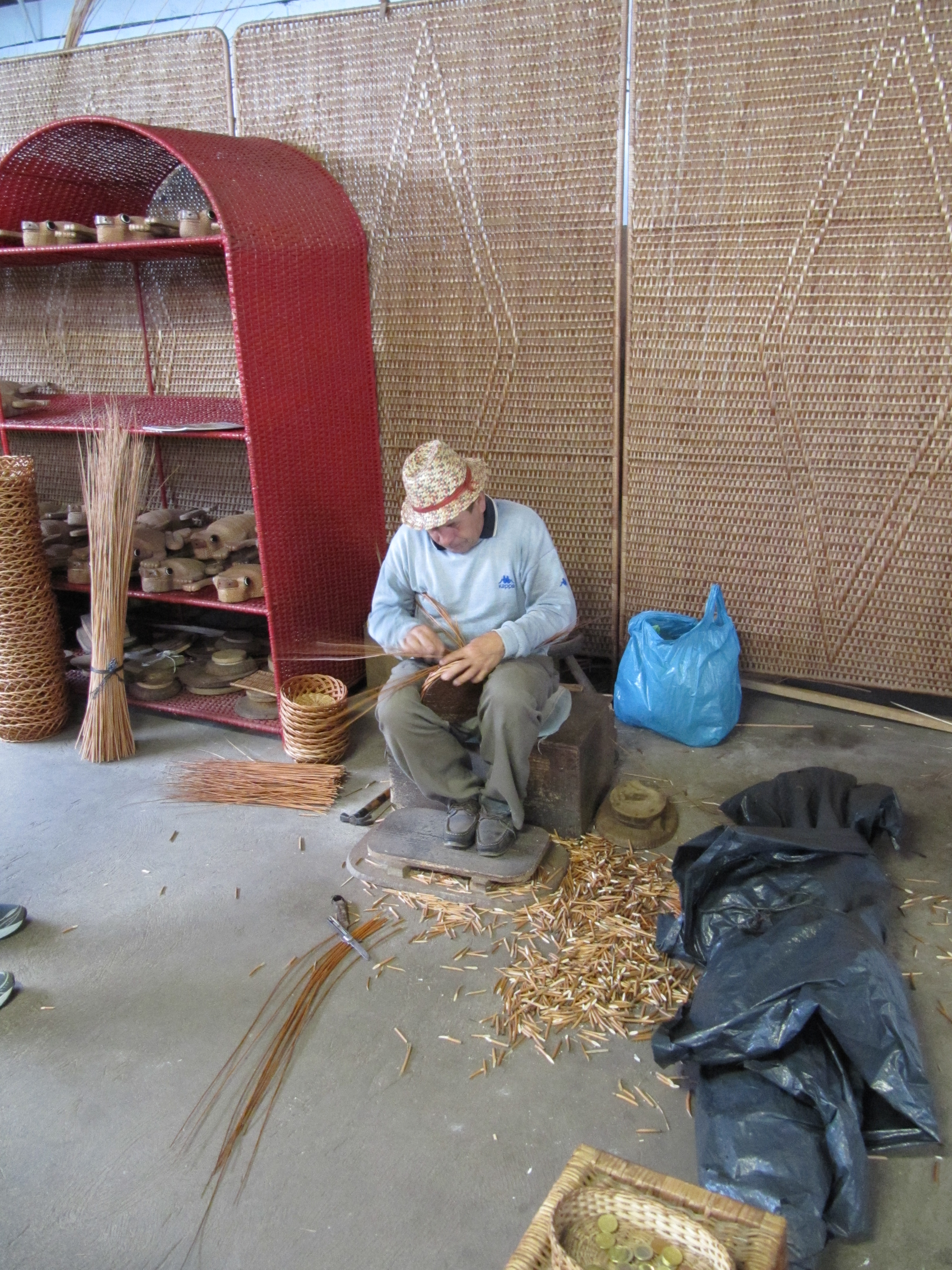
Feitura de peças de vime na Camacha
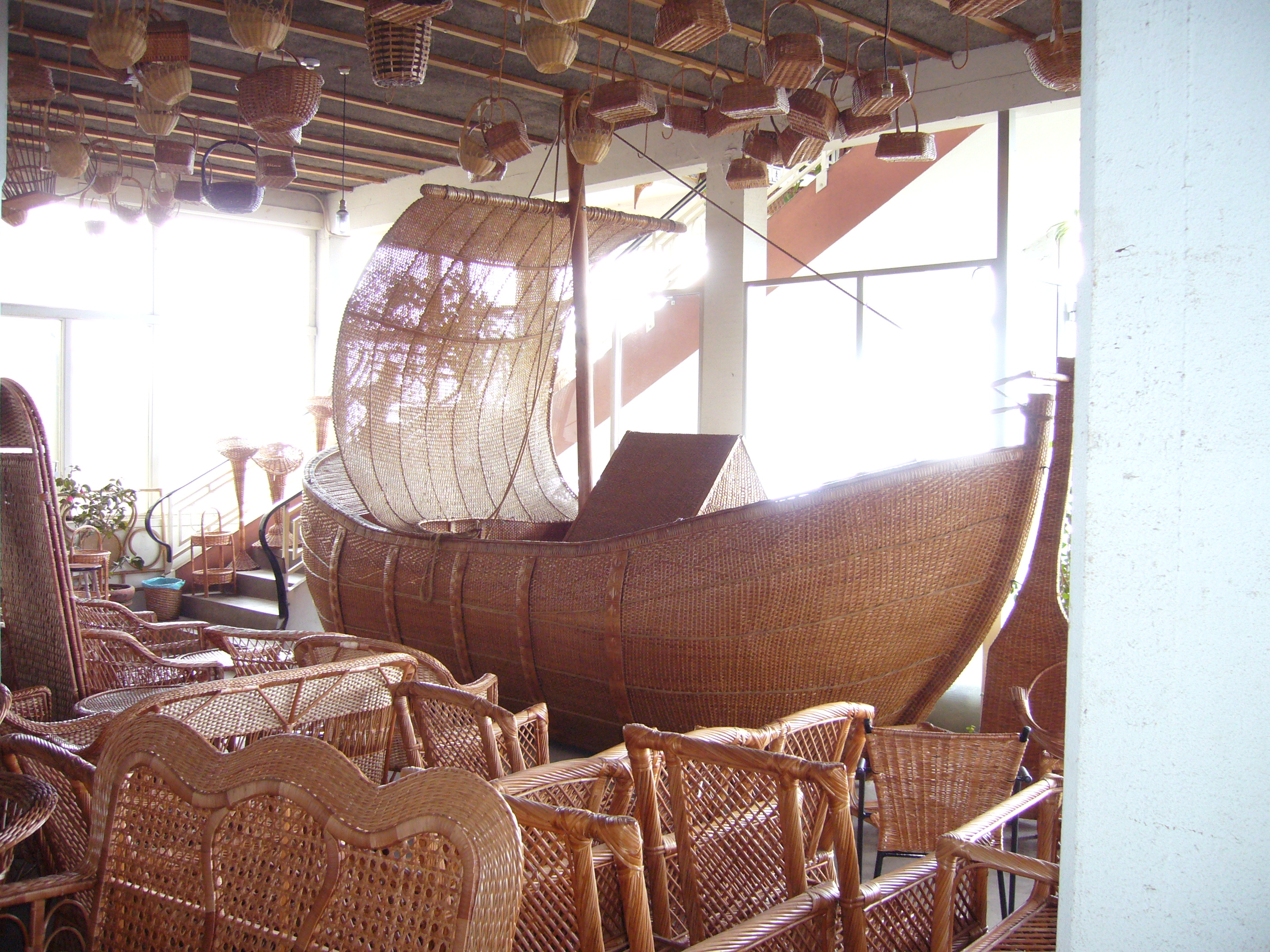
Cadeiras, cestos e outros artigos de vime, Camacha
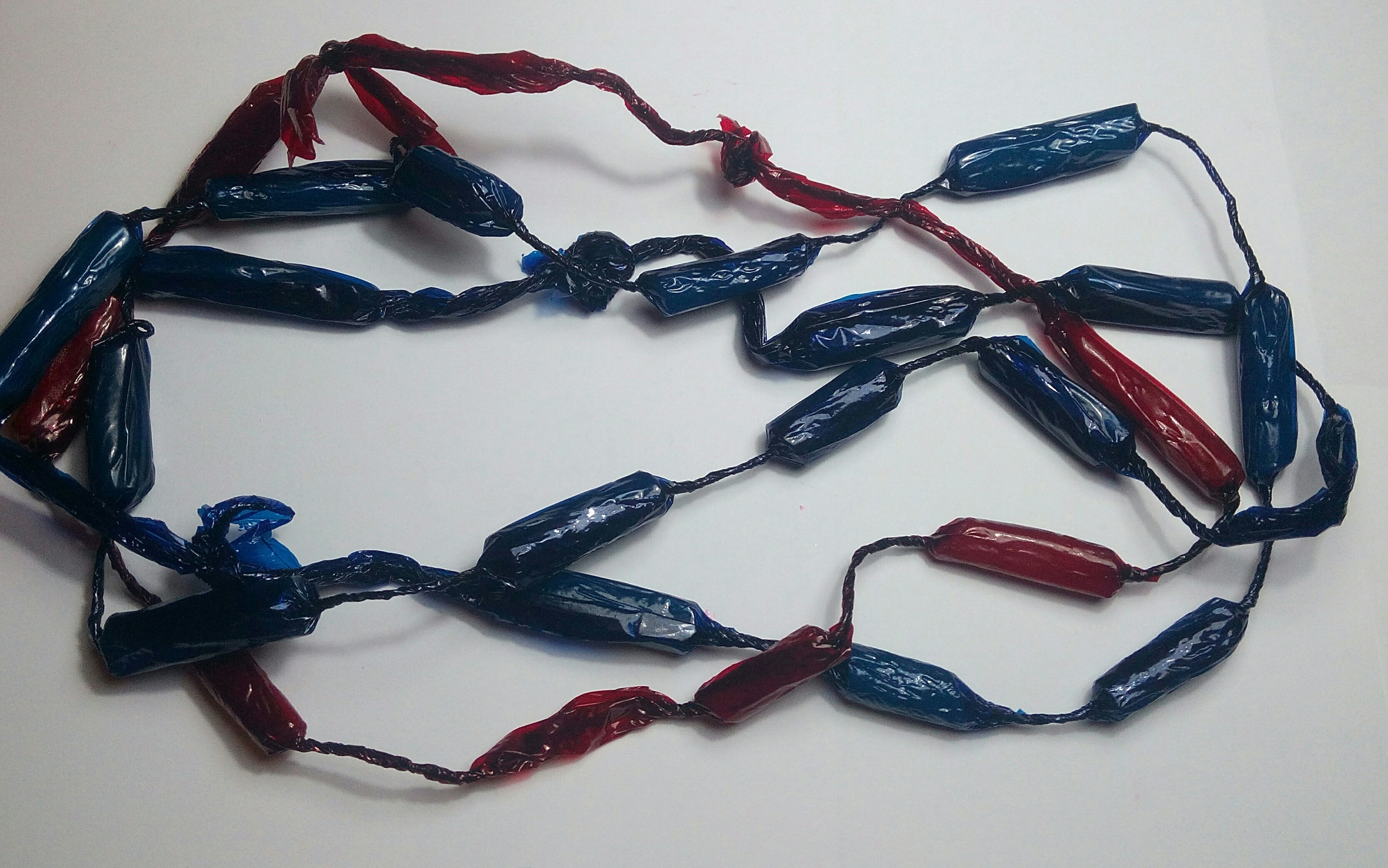
Colares de rebuçados tradicionais dos arraiais